# رهدون
رَهدَن أو رَهْدُون أو قبرات عصفورية (الاسم العلمي: Eremopterix) هو جنس من فصيلة قبرة . سمي بذلك لأنه يُرهدن في مشيته. وهي منتشرة في إفريقية.

## الأنواع
| صورة | الاسم العلمي            | الاسم العربي      | التوزع                                               |
| ---- | ----------------------- | ----------------- | ---------------------------------------------------- |
|      | Eremopterix australis   |                   | جنوب بوتسوانا وناميبيا وجنوب أفريقيا                 |
|      | Eremopterix hova        |                   | مدغشقر.                                              |
|      | Eremopterix nigriceps   | قنبرة سوداء متوجة | موريتانيا عبر الشرق الأوسط إلى شمال غرب الهند        |
|      | Eremopterix leucotis    |                   | أفريقيا جنوب الصحراء الكبرى.                         |
|      | Eremopterix griseus     |                   | جنوب آسيا                                            |
|      | Eremopterix signatus    |                   | شرق وشمال شرق أفريقيا                                |
|      | Eremopterix verticalis  |                   | جنوب وجنوب وسط أفريقيا                               |
|      | Eremopterix leucopareia |                   | من وسط كينيا إلى شرق زامبيا وملاوي وشمال غرب موزمبيق |